# هنری تی. آنتونی

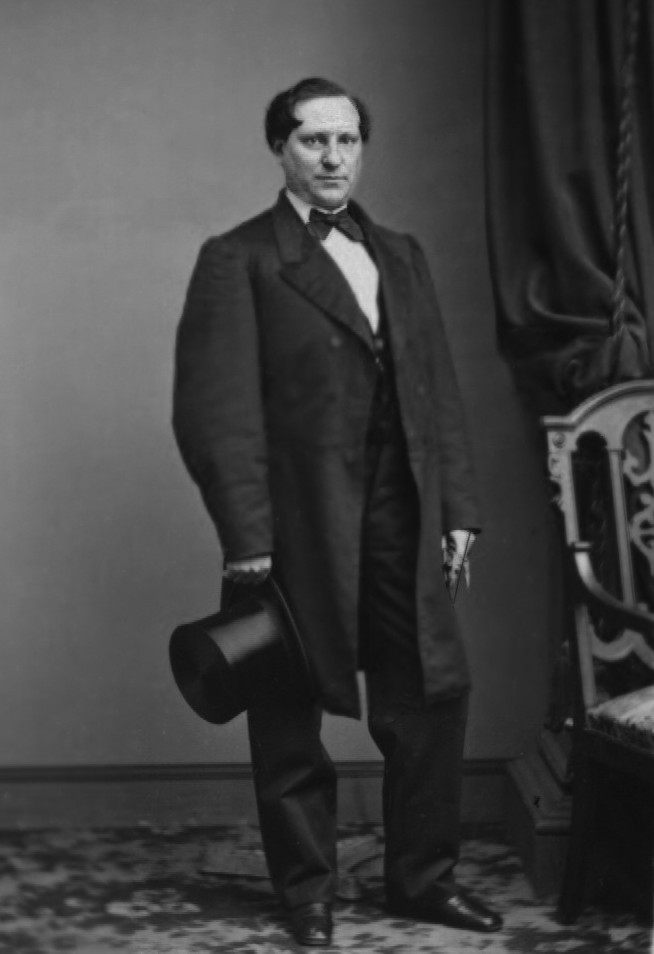
هنری تی. آنتونی ۱۸۶۰

هنری تی. آنتونی (انگلیسی: Henry T. Anthony; ۱۸ سپتامبر ۱۸۱۴ – ۱۱ اکتبر ۱۸۸۴) یک عکاس آمریکایی و معاون شرکت ای. تی. آنتونی اند کامنی، بزرگترین تولید‌کننده و توزیع‌کننده لوازم عکاسی در ایالات متحده در طول قرن ۱۹ بود. هنری آنتونی برادر ادوارد آنتونی بود و رابطه تجاری نزدیکی با متیو بریدی داشت.

## زندگی‌نامه
آنتونی در نیویورک متولد شد. جیکوب آنتونی، پدرش، سال‌ها یکی از کیشه‌داران بانک‌های اصلی در بانک شعبه ایالات متحده و صندوقدار بانک قدیمی ایالت نیویورک بود. خانواده او نسب خود را از آلارد آنتونی، مهاجری از هلند به نیو آمستردام در حدود سال ۱۶۲۸، که یکی از پنج عضو شورای اول مستعمره جدید بود، می‌گیرند. در سال ۱۸۲۸، هنری آنتونی وارد کالج کلمبیا شد و چهار سال بعد با مدرک ممتاز فارغ التحصیل شد. پس از آن، او به طور متناوب به عنوان مهندس عمران، در راه آهن ایری، آبراه کروتون و راه آهن رود هادسن، و به عنوان کارمند در بانک نیویورک کار کرد. در سال ۱۸۳۹ به هنر جدید عکاسی علاقه‌مند شد که به همراه برادرش ادوارد آن را آموخت. اندکی پس از اینکه ادوارد شرکت عکاسی خود را تأسیس کرد، هنری در سال ۱۸۵۲ به او پیوست و این شرکت به ای. و اچ. تی. آنتونی اند کمپانی تبدیل شد. در سال ۱۸۷۷، این شرکت با ادوارد به عنوان رئیس، هنری به عنوان معاون رئیس، و سرهنگ وی. ام. ویلکاکس به عنوان مدیر و منشی سازماندهی مجدد شد. پس از مرگ هر دو برادر، ویلکاکس رئیس، ریچارد آنتونی (پسر ادوارد آنتونی) معاون رئیس و فردریک آ. آنتونی منشی شدند. در داخل شرکت، هنری مسئول بخش تولید بود و استفاده از فرآیندهای چاپ کلوئیدی و کاغذ را بهبود بخشید. در سال ۱۸۵۵، او سردبیر بولتن سالانه اختراع و بهبود عکاسی شد که تا زمان مرگ او در سال ۱۸۸۴ و پس از آن که توسط شرکت، به شکل‌های تغییر یافته منتشر می‌شد. او هنگام عبور از خیابانی در نیویورک در برخورد با یک وسیله نقلیه پس از چند روز به طور ناگهانی جان باخت.
آنتونی در دهه ۱۸۴۰ عضو اولین باشگاه بیسبال سازمان یافته، نیکربوکرز نیویورک بود.